# Dominik Stolz
Dominik Stolz (Neuendettelsau, 4 maggio 1990) è un calciatore tedesco, centrocampista del RU Luxembourg.

## Caratteristiche tecniche
È un trequartista.

## Palmarès

### Club

#### Competizioni nazionali
- Campionato lussemburghese: 3

F91 Dudelange: 2017-2018, 2018-2019
Swift Hesperange: 2022-2023
- Coppa del Lussemburgo: 1

F91 Dudelange: 2018-2019